# Sabrina D'Angelo
Pour les articles homonymes, voir D'Angelo.
Sabrina D'Angelo, née le 11 mai 1993 à Welland, est une joueuse de soccer canadienne. Elle évolue au poste de gardienne de but à Aston Villa FC.
Elle a remporté avec l'équipe du Canada la médaille de bronze du tournoi féminin des Jeux olympiques d'été de 2016 au Brésil.

## Biographie

### Parcours universitaire et pré-universitaire
Sabrina D'Angelo intègre le programme de la fédération canadienne à l'âge de quatorze ans, en 2007. Elle est sélectionnée dans l'équipe qui remporte la médaille de bronze au Championnat féminin U17 de la CONCACAF de 2008 à Trinité-et-Tobago mais n'y joue pas (elle est remplaçante durant toute la compétition). Elle conserve ce statut de remplaçante lors de la Coupe du monde féminine de football des moins de 17 ans 2008 et ne dispute son premier match international qu'en 2010 : le 3 novembre 2010 dans un match (remporté 4-1) contre la Jamaïque lors du Championnat féminin U17 de la CONCACAF au Costa-Rica. Neuf jours plus tard elle remporte le titre avec le Canada (victoire 1-0 contre le Mexique) et termine le tournoi avec seulement deux buts encaissés en cinq rencontres (et trois blanchissages).
Elle joue ensuite pendant quatre saisons, de 2011 à 2014, dans le championnat universitaire Southeastern Conference au sein des Gamecocks, l'équipe de l'Université de Caroline du Sud (université où elle poursuit des études en sciences). Elle s'impose dès sa première année en équipe première (titulaire lors de vingt des vingt-et-une rencontres de l'équipe) et impressionne par ses statistiques. En 2012 elle dispute avec le Canada la Coupe du monde des moins de 20 ans au Japon (élimination en phase de poule après une large victoire contre l'Argentine et deux défaites contre la Norvège et la Corée du Nord). 
En 2014 — pour sa dernière année — elle est désignée capitaine de l'équipe. En fin de saison, après que son équipe se soit qualifiée pour le deuxième tour du tournoi final face à Clemson, elle se blesse au poignet droit à l'entrainement, mettant ainsi un terme prématuré à sa saison.
Durant ses quatre années universitaires, elle remporte de nombreux trophées individuels : meilleure joueuse défensive, apparition dans diverses « équipes de l'année » , etc. Elle conclut son parcours universitaire avec une ultime récompense, le President's Award, la plus haute distinction donnée aux étudiants sportifs par son université.

### Parcours professionnel
À la fin de sa carrière universitaire, Sabrina D'Angelo se lance dans une carrière professionnelle. Lors du troisième tour de repêchage universitaire 2015 (en) de la National Women's Soccer League, elle est choisie (en 21e position) par les Flash de Western New York et son entraîneur Aaran Lines,. Après deux saisons sans s'imposer (sept matchs en 2015, treize en 2016), elle change de club et rejoint le Courage de la Caroline du Nord où elle commence la saison 2017 en tant que remplaçante. Elle y joue deux saisons mais toujours sans réussir à s'imposer en tant que titulaire (quinze matchs en deux ans)6.
Après ces quatre saisons en MLS, elle quitte le championnat nord-américain pour le championnats suédois (le Damallsvenskan) et s'engage avec le Vittsjö GIK. Elle y effectue une première saison pleine, qui lui vaut notamment le titre de meilleure footballeuse canadienne du mois d'août 2019 où elle se classe avec son clun troisième du championnat. Mais au début de la saison 2020, elle se blesse à nouveau gravement, aux ligaments croisés du genou droit.
Le 13 janvier 2023, elle rejoint Arsenal dans le championnat d'Angleterre féminin de football. C'est le 26 janvier qu'elle fait par la suite ses débuts avec le club en quart de final de la Conti Cup où elle fait un jeu blanc et contribue à la victoire de 3-0 de son équipe contre Aston Villa.

### Blessures
En décembre 2014, Sabrina D'Angelo se blesse une première fois au poignet droit lors d'un entraînement, mettant fin à sa saison après le premier tour des séries éliminatoires (son équipe se fera éliminer trois tours plus tard en quart de finale par Florida State, le futur vainqueur.
Lors d'un match de championnat à face au Sky Blue FC le 21 mai 2016, Sabrina D'Angelo ressent une douleur dans son poignet gauche lors de l'échauffement. Malgré la douleur et avec un poignet bandé, la gauchère dispute (et remporte) l'intégralité de la rencontre. Après examen, il s'avère qu'elle souffre d'une fracture du poignet gauche, et avoir tenu sa place dans les cages dans ces conditions relève de l'exploit. Malgré l'opération, elle réussit une convalescence rapide et rejoue un match dès le 6 août 2016 lors des Jeux olympiques de Rio : le sélectionneur John Herdman la titularise lors du second match de l'équipe du Canada, face au Zimbabwe à São Paulo (victoire 3-1).
Le 11 juillet 2020, lors de la troisième journée du championnat de Suède 2020, elle se blesse pendant le match opposant son équipe à Kristianstads DFF. Elle souffre d'une rupture des ligaments croisés du genou droit et doit mettre prématurément un terme à sa saison,,.